# 叶形碘泡虫
叶形碘泡虫（学名：Myxobolus phylloides）为碘泡科碘泡虫属的动物。分布于俄罗斯以及辽宁、四川、黑龙江等，营寄生生活，寄生在鳃（中华倒刺鲃）、脾（鲢）、肾、肠（鲢、鳙）。